# Rivera de Nicoba
La rivera de Nicoba, también denominada del o de la Nicoba, es un curso de agua del sur de la península ibérica perteneciente a la vertiente atlántica de Andalucía que discurre en su totalidad por el territorio del centro sur de la provincia de Huelva. 

## Curso
La rivera de Nicoba nace en el término municipal de Trigueros, en la confluencia de los arroyos Renegoso y de las Monjas. Su cauce realiza un recorrido de unos 34 km a través de los términos de San Juan del Puerto, Gibraleón y Huelva hasta su desembocadura en el río Tinto a pocos kilómetros de la confluencia de este con el Odiel en la ría de Huelva.
Su cauce es atravesado por uno de los puentes del ferrocarril de Riotinto, el llamado "Puente sobre la Rivera de la Nicoba", situado en el término municipal de Huelva, el cual tiene la peculiaridad de ser el único que tiene pilares metálicos. Paralelo a éste discurre uno de los 12 puentes del ferrocarril Sevilla-Huelva, construidos en 1880 por Thomas Gibson.

## Flora y fauna
El tramo más bajo de la rivera pertenece a la Zona Especial de Conservación (ZEC) Marismas y Riberas del Tinto. En sus márgenes existen zonas con vegetación anual pionera con pastizal nitrófilo y halófito, fundamentalmente de gramíneas, colonizador de suelos desnudos poco evolucionados de zonas inundables, así como  estanques temporales en el que se desarrollan herbáceas de gran porte como la caña o los juncos y arbustos como el taraje. Entre la fauna destacan dos invertebrados de alto interés, dos especies de odonatos, Macromia splendens y Oxygastra curtissii, catalogadas como en peligro de extinción, la primera y vulnerable, la segunda en el Listado de Especies Silvestres en Régimen de Protección Especial y del Catálogo Español de Especies Amenazadas.